# Pselliophora fuscipennis
Pselliophora fuscipennis är en tvåvingeart som först beskrevs av Pierre Justin Marie Macquart 1846.
Pselliophora fuscipennis ingår i släktet Pselliophora och familjen storharkrankar. Inga underarter finns listade i Catalogue of Life.